# Nati nel 660
| Questa pagina contiene informazioni ricavate automaticamente dalle voci biografiche con l'ausilio del template Bio e di un bot. L'aggiornamento è periodico e automatico e ricostruisce completamente la pagina. Se manca una persona in questa lista, sei pregato di non aggiungerla, ma accertati piuttosto che la sua voce biografica contenga il template Bio e che i dati anagrafici siano correttamente compilati. Se il template Bio manca, inseriscilo tu stesso o, in alternativa, metti l'avviso {{tmp\|Bio}} che ne segnala la mancanza. Se i dati riportati sono sbagliati, correggi direttamente la voce biografica; le modifiche saranno visibili in questa lista entro pochi giorni. Per chiarimenti vedi il progetto biografie. La lista contiene solo le 8 persone che sono citate nell'enciclopedia e per le quali è stato implementato correttamente il template Bio. Pagina aggiornata al 13 gen 2025. |

- Al-Ahwas, poeta arabo († 724)
- Bertrada di Prüm, contessa tedesca
- Leonzio, imperatore e generale bizantino († 705)
- Ottilia di Hohenbourg, badessa e santa franca († 720)
- Qingyuan Xingsì, maestro zen cinese († 740)
- Kuthayyir ʿAzza, poeta arabo († 723)
- Al-Tirimmah ibn Hakim al-Ta'i, poeta arabo
- Ō no Yasumaro, scrittore, storico e nobile giapponese († 723)